# Девід Рабіновіц
Девід Лінкольн Рабіновіц (також Рабінович, англ. David Lincoln Rabinowitz; 1960) — американський астроном і першовідкривач ТНО із Єльського університету, який займається дослідженням поясу Койпера та зовнішньою областю Сонячної системи, допомагаючи зрозуміти походження та еволюцію Сонячної системи. В період з 2003 по 2005 рік спільно з Майклом Брауном і Чедвіком Трухільйо він відкрив 7 великих транснептунових об'єктів (із них 5 плутоїдів), два з яких отримали статус карликової планети (Ерида і Макемаке).
Крім транснептунових об'єктів він також дуже активно займається проблемою навколоземних астероїдів. Його дослідження дозволили знизити передбачувану кількість таких астероїдів діаметром понад кілометр удвічі (з 1000 — 2000 до 500 — 1000). Він також брав участь у пошуках квазарів і наднових зір.
Спільно з Томом Герельсом із Університету Аризони в рамках програми spacewatch він також виявив декілька менших астероїдів, таких як, наприклад, астероїди 5145 Фолос і 1991 BA.
На його честь названо один із астероїдів — 5040 Рабінович.
| Відкриті астероїди: 7 Усі відкриття зроблені спільно з Майклом Брауном і Чедвіком Трухільйо | Відкриті астероїди: 7 Усі відкриття зроблені спільно з Майклом Брауном і Чедвіком Трухільйо |
| ------------------------------------------------------------------------------------------- | ------------------------------------------------------------------------------------------- |
| 90377 Седна                                                                                 | 14 листопада 2003                                                                           |
| 90482 Орк                                                                                   | 17 лютого 2004                                                                              |
| (120178) 2003 OP32                                                                          | 26 липня 2003                                                                               |
| (120348) 2004 TY364                                                                         | 3 жовтня 2004                                                                               |
| 136199 Ерида                                                                                | 21 жовтня 2003                                                                              |
| 136472 Макемаке                                                                             | 31 березня 2005                                                                             |
| (175113) 2004 PF115                                                                         | 7 серпня 2004                                                                               |